# Status ochronny
Status ochronny – status odnoszący się do żyjącego obecnie taksonu, informujący czy gatunek nadal żyje w środowisku naturalnym oraz w jakim stopniu dana grupa narażona jest na wyginięcie, a także w jak dalekiej przyszłości (jeśli jest). W trakcie klasyfikacji branych pod uwagę jest wiele czynników; nie tylko liczba osobników, ale i wzrost lub zmniejszanie się populacji, sukces lęgowy/rozrodczy oraz znane zagrożenia.
Najbardziej znana jest Czerwona księga gatunków zagrożonych publikowana przez IUCN. Gatunki są klasyfikowane według dziewięciu kryteriów, jak stopień spadku populacji, liczba osobników, powierzchnia występowania oraz fragmentacja środowiska i populacji. Obejmuje ona także gatunki wymarłe od roku 500 n.e. Termin „zagrożony” obejmuje trzy kategorie: narażony (VU, Vulnerable), zagrożony (EN, Endangered) oraz krytycznie zagrożony (CR, Critical Endangered).
IUCN wyróżnia następujące kategorie statusu ochronnego o następującym znaczeniu:
- wymarły (EX) – nie pozostały żadne żywe osobniki danego gatunku,
- wymarły na wolności (EW) – gatunek przetrwał jedynie w niewoli,
- gatunek krytycznie zagrożony (CR) – gatunek skrajnie zagrożony natychmiastowym wymarciem na wolności,
- gatunek zagrożony (EN) – gatunek silnie zagrożony wyginięciem w najbliższej przyszłości,
- gatunek narażony (VU) – gatunek zagrożony wyginięciem w nieodległej przyszłości,
- gatunek bliski zagrożenia (NT) – gatunek, któremu nie grozi obecnie wyginięcie, jednak może być narażony lub zagrożony w niedalekiej przyszłości,
- gatunek najmniejszej troski (LC) – gatunek szeroko rozprzestrzeniony lub stosunkowo liczny, któremu nie grozi wyginięcie w najbliższej przyszłości,
- brak danych (DD) – brak danych wystarczających do oszacowania stopnia zagrożenia,
- nie oszacowano (NE) – nie oszacowano stopnia zagrożenia na podstawie dostępnych danych.

Informacje na temat statusu, populacji czy zasięgu występowania w przypadku ptaków dostarcza do IUCN BirdLife International.
Zadaniem CITES jest upewnienie się, że handel nie zagraża danemu zwierzęciu lub roślinie wymarciem. W wielu państwach wymagana jest zgoda na przewóz zwierząt i roślin wymienionych w załącznikach CITES (Appendix I, I i III).

## Systemy klasyfikacji obowiązujące w wielu państwach
W Unii Europejskiej akt prawny EU Wildlife Trade Regulation zapewnia wdrażanie zasad CITES.
W Ameryce Łacińskiej, USA, Kanadzie oraz na Karaibach obowiązuje system NatureServe conservation status. System ten obejmuje następujące statusy zagrożenia: Presumed Extinct (GX) – uznany za wymarłego, Possibly Extinct (GH) – prawdopodobnie wymarły, Critically Imperiled (G1) – krytycznie zagrożony, Imperiled (G2) – zagrożony, Vulnerable (G3) – narażony, Apparently Secure (G4) – przypuszczalnie bezpieczny oraz Secure (G5) – bezpieczny. Obecny jest także dodatkowy status – Captive or Cultivated Only (C); ma podobne użycie jak „wymarły na wolności” IUCN-u.